# غانثر فيليب
غانثر فيليب (بالألمانية: Gunther Philipp)‏ هو سائق سيارة سباق وطبيب أعصاب وكاتب سيناريو وممثل نمساوي، ولد في 8 يونيو 1918 في رومانيا، وتوفي في 5 أكتوبر 2003 في ألمانيا. من الجوائز التي نالها الوسام النمساوي للعلوم والفنون ‏.

## جوائز
- الوسام النمساوي للعلوم والفنون [الإنجليزية]‏

## وصلات خارجية
- غانثر فيليب على موقع IMDb (الإنجليزية)
- غانثر فيليب على موقع مونزينجر (الألمانية)
- غانثر فيليب على موقع ألو سيني (الفرنسية)
- غانثر فيليب على موقع ميوزك برينز (الإنجليزية)
- غانثر فيليب على موقع أول موفي (الإنجليزية)
- غانثر فيليب على موقع قاعدة بيانات الأفلام السويدية (السويدية)
- غانثر فيليب على موقع ديسكوغز (الإنجليزية)
- غانثر فيليب على موقع قاعدة بيانات الفيلم (الإنجليزية)
- غانثر فيليب على موقع كينوبويسك (الروسية)